# 6،2-لوتيدين
6,2-لوتيدين (أو 6,2-ثنائي ميثيل البيريدين) هو مركب كيميائي عضوي حلقي غير متجانس له الصيغة الكيميائية C7H9N، ويوجد على شكل سائل عديم اللون، ويتكون بنيوياً من حلقة بيريدين مستبدلة بمجموعتي ميثيل.

## الوفرة والتحضير
يمكن عزل المركب من قطفات قطران الفحم القاعدية، ومن زيت ديبل وهو زيت يستحصل من التقطير الإتلافي لعظام الحيوانات.
يحضر المركب صناعياً من تفاعل الفورمالدهيد والأسيتالدهيد والأمونياك. وذلك وفق آلية اصطناع هانتش للبيريدين وذلك بوجود ثنائي إيثيل الأمين.

## الخواص
يوجد 6,2-لوتيدين في الشروط القياسية على شكل سائل زيتي القوام عديم اللون، وهو قابل للامتزاج مع الماء. يتسم المركب بصفات قاعدية ضعيفة، وتؤدي أكسدته إلى الحصول على ثنائي حمض البيكولينيك.

## الاستخدامات
يستخدم المركب بصفته قاعدة ذات إعاقة فراغية على شكل مجموعة حماية للكحولات.